# LCD Soundsystem
LCD Soundsystem é uma banda de dance-rock do Brooklyn, Nova York. É liderada pelo cantor, compositor e produtor americano James Murphy, co-fundador do selo de gravação DFA Records. O grupo lançou quatro álbuns criticamente aclamados.
A banda começou gravando e lançando vários singles de 2002 a 2004, o primeiro dos quais foi "Losing My Edge", levando ao lançamento do primeiro álbum de estúdio, autointitulado, em 2005. Recebeu aclamação da crítica e uma indicação ao Grammy de Melhor Álbum Eletrônico/Dance. Seu single "Daft Punk Is Playing at My House" recebeu indicação ao Grammy de Melhor Gravação Dance. No ano seguinte, LCD Soundsystem gravou e lançou "45:33", uma composição de mais de quarenta e cinco minutos que foi uma "faixa de treino" feita especialmente para a série Nike + Original Run da Nike. Em 2007, a banda lançou seu segundo álbum de estúdio, Sound of Silver, com aclamação da crítica e outra indicação ao Grammy de Melhor Álbum Eletrônico / Dance.
Em 2010, LCD Soundsystem lançou seu terceiro álbum de estúdio, This Is Happening, que se tornou o primeiro lugar do top-10 americano.
No dia 5 de Fevereiro de 2011, um anúncio foi postado no website da banda que anunciava o fim do grupo e a data de um concerto de despedida, que ocorreu no dia 2 de Abril de 2011, no Madison Square Garden. O show de despedida é narrado no filme documental Shut Up and Play the Hits e também foi disponibilizado como um álbum ao vivo intitulado The Long Goodbye, em abril de 2014. A última apresentação televisionada foi ao ar no dia 14 de Fevereiro de 2011 no programa The Colbert Report.
Entretanto, em 2015, a banda lançou um novo single, e lançou novo álbum de estúdio em 2017 intitulado "American Dream", nomeado como Melhor Álbum de Música Alternativa no 60º Grammy Awards, além do single "Tonite" ter ganhado como Melhor Gravação Dance. No Brasil, foi uma das principais atrações do Lollapalooza de 2018.

## História

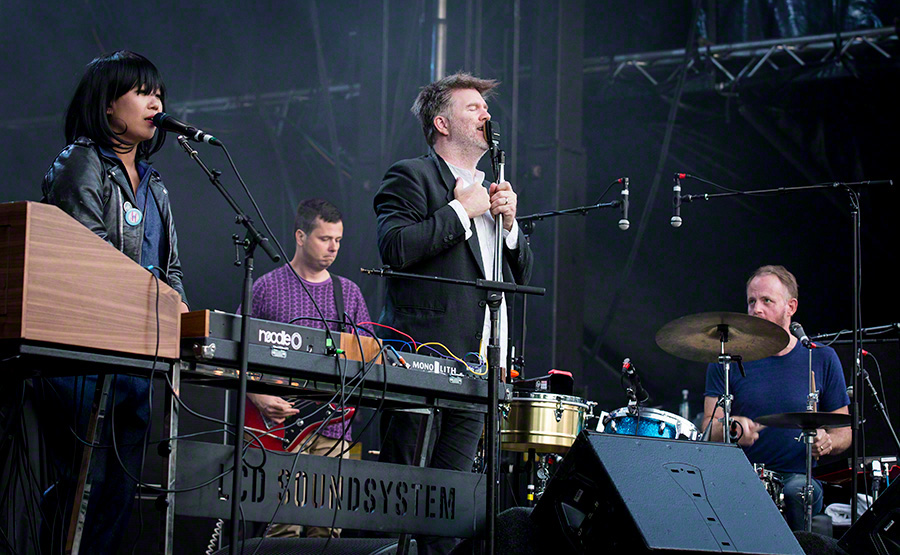
LCD Soundsystem, 2016

A banda ganhou a atenção com seu primeiro single, "Losing My Edge". Mais tarde, Murphy lançou um álbum duplo autointitulado em fevereiro de 2005, tendo sido muito bem acolhido pela crítica especializada. O disco abre com a música "Daft Punk Is Playing at My House" e torna-se hit no mundo inteiro, estabelecendo a banda como uma das principais novidades da música na altura.
Ainda no mesmo ano, a banda recebe duas nomeações para o Grammy, uma como melhor música electrónica e dance music.
A banda é eleita por várias revistas, como a maior revelação do ano. Em 2004 apresenta-se em São Paulo pela primeira vez no Brasil como atração da edição brasileira do festival espanhol Sonar.
Em 2006, Introns, uma compilação de B-sides contém uma versão de "Slowdive" de Siouxsie and the Banshees. Também em 2006, a banda apresenta-se no festival de música electrónica Skol Beats da cidade de São Paulo, dividindo o palco com artistas como Prodigy, DJ Marky e Armin van Buuren. No mesmo ano, lançam uma faixa chamada "45:33", como parte de uma promoção da Nike, para download exclusivo no iTunes.
Em março de 2007, a banda lança um novo álbum chamado "Sound of Silver". O álbum, sucesso de vendas e críticas, recebeu uma indicação ao Grammy, pelo melhor disco de música eletrônica/dance. No fim de 2007, foi eleito o melhor álbum do ano por várias publicações musicais (Uncut, The Guardian, NME, entre outras). A revista norte-americana Time nomeou a canção All My Friends como uma das melhores do ano.
Em novembro de 2007, o grupo se apresenta no Brasil pela terceira vez. O show aconteceu em São Paulo, na casa Via Funchal, com a abertura do músico sueco The Field. No fim da turnê de Sound of Silver, o grupo lança a faixa inédita Big Ideas para a trilha sonora do filme 21.
Após anos de produção, o LCD Soundsystem lança o seu álbum inédito This Is Happening. O disco, bem elogiado pela mídia, vazou antes do seu tempo, o que gerou frustração de James Murphy. A primeira canção de trabalho do disco, Drunk Girls, teve o clipe dirigido pelo conceituado Spike Jonze. Em 2010 o grupo seguiu em turnê por vários festivais, de Coachella à Lollapalooza.
No começo de fevereiro de 2011 o vocalista da banda James Murphy, declarou no site do LCD Soundsystem o fim das atividades da banda após a turnê: "Será o nosso último show. Nós estamos nos aposentando o jogo. Caindo fora. Saindo. Mas, apenas por mais uma noite, nós vamos tocar com nossos amigos e família por quase 3 horas --tocando coisas que nunca tocamos antes e gostaríamos que vocês estivessem lá. Se você vier, gostaríamos que todas as pessoas viessem de branco. Ou preto. Ou preto e branco. E venha pronto para se divertir".
Em 12 de Abril de 2012, James Murphy confirmou via página do facebook do grupo o lançamento do concerto final em DVD, com qualidade melhor do que o stream apresentado pela Pitchfork, o lançamento é previsto para o primeiro semestre de 2012. Em adição, um documentário chamado Shut Up and Play the Hits, com uma crônica das 48 horas antes do show final de James Murphy, foi exibida na edição de 2012 do Sundance Film Festival.
Em outubro de 2015, a Consequence of Sound reportou que "diversas fontes" haviam confirmado que o LCD Soundsystem e reuniria em 2016 e se apresentaria em "grandes festivais musicais dos Estados Unidos e Reino Unido". A informação foi reforçada pela Billboard, mas depois negada pela gravadora da banda.
Porém, no dia 24 de dezembro de 2015, LCD Soundsystem lançou a música temática de natal "Christmas Will Break Your Heart", o primeiro single da banda em cinco anos. Descrita como uma "música depressiva de Natal" que James Murphy cantou para si próprio por anos, o som foi gravado ao longo de 2015, depois de Murphy ter convencido os antigos membros a virem até o estúdio da gravadora em Nova Iorque para gravar a música. Em 4 de janeiro de 2016, foi anunciado que o LCD Soundsystem se apresentaria no Coachella. No dia seguinte, a banda anunciou que lançariam um novo álbum de estúdio ainda em 2016. No dia 21 do mesmo mês, o festival Primavera Sound confirmou o LCD Soundsystem no line-up da edição de 2016 do evento. Logo depois, o LCD Soundsystem foram headliners dos principais festivais ao redor do mundo, como o Coachella, Lollapalooza, Splendour in the Grass, Vodafone Paredes de Coura, Melt Festival, Glastonbury e Outside Lands.
Em 2017, James Murphy anunciou o novo álbum intitulado "American Dream", lançado em 1 de Setembro, com 10 músicas, que foi recebido com ótimas críticas.

### Atualmente
No podcast "WTF with Marc Maron" em julho de 2021, Murphy revelou que o LCD Soundsystem não desenvolveu nenhuma música durante a pandemia de COVID-19 e esteve num "hiato total". Ele acrescentou que a banda estava em um ponto onde eles "[voltaram] à vida normal completamente" e que não tinham planos de fazer uma turnê até que lançassem outro álbum. Sobre quando a banda planeja começar a gravar novamente, ele afirmou "nós vamos dar jeito em algo quando chegar a hora certa". O hiato da banda terminou efetivamente em outubro de 2021, após o anúncio de uma residência de 20 dias no Brooklyn Steel do final de novembro ao final de dezembro de 2021. A sintetizadora Gavilán Rayna Russom revelou em uma entrevista de novembro de 2021 ao Pitchfork que decidiu não se apresentar durante no Brooklyn Steel e deixou o LCD Soundsystem permanentemente, citando um desejo crescente de trabalhar em outros projetos. O multi-instrumentista Matt Thornley também esteve ausente durante os shows. A banda escolheu dois novos sintetizadores para a residência: Abby Echiverri e Nick Millhiser, este último sendo um membro de outros signatários da DFA Records "Holy Ghost!".
As apresentações foram interrompidas nas três datas finais, de 19 a 21 de dezembro, devido a um grande aumento de casos COVID-19 na cidade de Nova York. Embora eles tivessem planejado continuar até o final apesar do aumento de casos, a banda anunciou em 17 de dezembro que cancelaria os shows restantes e ofereceria reembolso se um número suficiente de participantes desistisse de comparecer, o que de fato aconteceu. Em 22 de dezembro, a Amazon Music exibiu "The LCD Soundsystem Holiday Special" por meio de seu canal na Twitch. O especial foi um episódio único de uma sitcom no estilo dos anos 1990 intitulada All My Friends, com comediantes e atores retratando membros do LCD Soundsystem, incluindo Eric Wareheim, o escritor e diretor do episódio, interpretando James Murphy, Macaulay Culkin interpretando Pat Mahoney, e Christine Ko interpretando Nancy Whang. O episódio foi intercalado com imagens de uma performance ao vivo pré-gravada da banda. Wareheim afirmou que ele e Murphy desenvolveram o projeto de sitcom por 15 anos. O especial foi produzido nos meses de novembro e dezembro de 2021; a performance ao vivo foi filmada na cidade de Nova York com o episódio da sitcom sendo filmado imediatamente depois em Los Angeles, este último durante um período de dois dias. Wareheim e Murphy expressaram surpresa com a disposição da Amazon Music em transmitir o episódio.

## Prêmios e nomeações
Outras premiações
| Ano  | Prêmio                           | Produção                           | Categoria                                | Resultado |
| ---- | -------------------------------- | ---------------------------------- | ---------------------------------------- | --------- |
| 2005 | MVPA Awards                      | "Daft Punk Is Playing at My House" | Melhor Video de Música Eletronica        | Indicado  |
| 2007 | Shortlist Music Prize            | Sound of Silver                    | Album do ano                             | Indicado  |
| 2007 | Best Art Vinyl                   | Sound of Silver                    | Best Vinyl Art                           | Indicado  |
| 2008 | MVPA Awards                      | "North American Scum"              | Melhor Video de Musica Electronica       | Indicado  |
| 2010 | UK Music Video Awards            | "Drunk Girls"                      | Melhor video de música Indie/Alternativa | Indicado  |
| 2011 | New York Music Awards            | Themselves                         | Band of the Year                         | Venceu    |
| 2011 | New York Music Awards            | This is Happening                  | Album of the Year                        | Venceu    |
| 2011 | New York Music Awards            | This is Happening                  | Best Pop/Electronic Album                | Venceu    |
| 2011 | New York Music Awards            | "Drunk Girls"                      | Best Rock Video                          | Venceu    |
| 2011 | International Dance Music Awards | "I Can Change"                     | Best Underground Dance Track             | Indicado  |
| 2011 | International Dance Music Awards | Themselves                         | Best Dance Artist (Group)                | Indicado  |
| 2011 | mtvU Woodie Awards               | Themselves                         | Woodie of the Year                       | Indicado  |
| 2011 | Webby Awards                     | Themselves                         | Artist of the Year                       | Venceu    |
| 2012 | UK Music Video Awards            | Shut Up and Play the Hits          | Best Live Music Coverage                 | Venceu    |
| 2013 | NME Awards                       | Shut Up and Play the Hits          | Best Music Film                          | Indicado  |
| 2018 | UK Music Video Awards            | "Tonite"                           | Best Interactive Video                   | Indicado  |
| 2018 | Brit Awards                      | Themselves                         | Best International Group                 | Indicado  |
| 2018 | NME Awards                       | Themselves                         | Melhor banda ao vivo                     | Indicado  |
| 2019 | Classic Pop Reader Awards        | "Oh Baby"                          | Video do ano                             | Venceu    |

## Integrantes
- James Murphy - vocal, instrumentos
- David Scott Stone - guitarra
- Al Doyle - guitarra, sintetizador, percussão (também integrante do Hot Chip)
- Tyler Pope - baixo, guitarra, sintetizador (também integrante do !!! e da agora terminada Out Hud)
- Nancy Whang - teclado, sintetizador, vocal
- Korey Richey - Sintetizador, piano, percussão
- Pat Mahoney - bateria

### Ex-integrantes
- Gavilán Rayna Russom - sintetizador
- Matt Thornley - percussão, guitarra, sintetizador
- Phil Skarich - baixo
- Phil Mossman - guitarra, percussão

### Integrantes (ao vivo)
- Abby Echiverri – sintetizador (2021–atualmente)
- Nick Millhiser – sintetizador (2021–atualmente)

### Ex-integrantes (ao vivo)
- Jerry Fuchs – bateria, percussão (2005–2009; falecido em 2009)
- J. D. Mark – guitarra (2005–2009; falecido em 2013)
- Phil Skarich – baixo (2005–2009)
- David Scott Stone – guitarra, percussão, sintetizador, vocal (2010–2011)

## Discografia

### Álbuns de estúdio
- LCD Soundsystem (2005)
- Sound of Silver (2007)
- This Is Happening (2010)
- American Dream (2017)

### Extended plays
- 45:33 (2006)
- A Bunch of Stuff (2007)
- Confuse the Marketplace (2007)

### Álbuns de remix
- Introns (2006)
- 45:33 Remixes (2009)

### Álbuns ao vivo
- The London Sessions (2010)
- The Long Goodbye: LCD Soundsystem Live at Madison Square Garden (2014)
- Electric Lady Sessions (2019)

### Singles

#### LCD Soundsystem
- "Losing My Edge" (2002)
- "Give It Up" (2002)
- "Yeah (2004)
- "Movement" (2004)
- "Daft Punk Is Playing at My House" (2005)
- "Disco Infiltrator" (2005)
- "Tribulations" (2005)

#### Sound of Silver
- "North American Scum" (2007)
- "All My Friends" (2007)
- "Someone Great" (2007)
- "Time to Get Away" (2008)

#### This Is Happening
- "Drunk Girls" (2010)
- "Pow Pow" (2010)
- "I Can Change" (2010)

American Dream
- "Call the Police/American Dream" (2017)
- "Tonite" (2017)

### Não incluídas em álbuns
- "No Love Lost"/"Poupée de cire, poupée de son" (split com Arcade Fire) (2007)[23]
- "Big Ideas (2008)
- "Bye Bye Bayou" (2009)
- "Throw" (2010)
- "pulse v.1"(2017)